# ژوست بروز
ژوست بروز (فرانسوی: Juste Brouzes‎; ۱۸ ژانویهٔ ۱۸۹۴ – ۲۸ فوریهٔ ۱۹۷۳) بازیکن فوتبال اهل فرانسه بود.
وی در تیم ملی فوتبال فرانسه بازی کرده‌است.